# 新仲哀トンネル
新仲哀トンネル（しんちゅうあいトンネル）は、福岡県田川郡香春町と京都郡みやこ町に跨る仲哀峠を貫く国道201号のトンネルである。

## 概要
仲哀峠を貫く道路トンネルは3つ存在しており、1890年（明治23年）に開通した初代、1967年（昭和42年）に開通した2代目、2007年（平成19年）に開通した3代目がある。
2025年現在、供用中のトンネルは3代目のみとなっており、初代および2代目は老朽化等により閉鎖中である。なお、2代目のトンネルについては国道201号の拡幅（4車線化）事業により再供用される予定である（後述）。
以下の項目では便宜上、初代を仲哀隧道、2代目を新仲哀隧道、3代目を新仲哀トンネルとして記載する。

### 現在の新仲哀トンネル
仲哀峠は行橋市と田川市の中間に位置する峠で、京築地域と筑豊地方を結ぶ交通の要所である。
この峠を通過する国道201号は、1日の交通量が2万台に達する。交通量の増加に伴い、1967年（昭和42年）開通の新仲哀隧道の南隣に全長1365m、幅11m（道路幅員14m）、片側1車線で歩道のある「新仲哀トンネル」が建設された。トンネルには歩道が設けられており、旧トンネルと比較して道幅も拡大されている。工事は1990年（平成2年）に開始され、2005年（平成17年）に貫通。貫通から2年後の2007年（平成19年）3月5日に開通し現在に至る。

### 1967年開通の新仲哀隧道
新仲哀隧道（2代目）の開通前は明治時代に開通したヘアピンカーブが続く狭い峠道を通り、頂上付近の仲哀隧道（初代）を通過しなければならなかった。その上、戦後の高度成長期の到来で交通量が増加してきたことにより、旧道より標高の低い位置に新道トンネルが建設された。この新道は2車線で、カーブを少なくしたルートであったため所要時間の短縮にもつながった。
この新道トンネルは1967年に開通し、3代目のトンネルが開通するまでの40年に渡り交通の要所としての役割を担った。しかし、時代が平成に入ると交通量はさらに増大し、歩道がなく歩行者や二輪車が危険にさらされるという問題が浮上したため、歩道付きで現道よりも広い新道トンネルの計画が発表された。2007年3月5日に3代目の新仲哀トンネルが開通したため、2代目のトンネルは閉鎖された。

## 新仲哀トンネルの4車線化事業
田川郡香春町の仲哀峠から京都郡みやこ町を通り、行橋市の行橋IC入口交差点に至る区間は2車線であり、このうち仲哀峠区間は3代目トンネルを掘削することで改良整備はされたものの、同区間の4車線化については未事業化区間として残されていた。
これを受けて、仲哀峠を含む香春町 - 行橋市の未事業化区間について、拡幅およびバイパス建設等を行うための第1回計画段階評価の手続きが2019年（令和元年）9月11日に行われた。仲哀峠については、現在閉鎖中である新仲哀隧道（2代目トンネル）の補修・補強を行って再利用することで4車線化する方針が決定。2022年（令和4年）に福岡県田川郡香春町大字鏡山 - 京都郡みやこ町勝山松田に至る延長2.2 kmが仲哀拡幅として事業化された。

## 歴史
- 1884年（明治17年）2月17日 - 仲哀隧道（初代）の工事着手。
- 1889年（明治22年）7月 - 仲哀隧道が完成。
- 1890年（明治23年）10月18日 - 仲哀隧道が開通する。
- 1912年（大正元年）[元号要検証] - 仲哀隧道の拡幅工事が成される。
- 1925年（大正14年） - 軍部などの要望により、仲哀隧道の拡張工事が計画される。
- 1929年（昭和4年） - 仲哀隧道の拡張工事を実施。
- 1963年（昭和38年） - 日本専売公社（現・日本たばこ産業）の職員が殺害される事件（一連の西口彰事件のうちの1つ）が起こる。
- 1967年（昭和42年） - 全長1220mの新仲哀隧道（2代目）が開通。旧道が国道から外される。
- 1999年（平成11年） - 仲哀隧道が登録有形文化財に登録される。この頃に同トンネルが閉鎖される。
- 2007年（平成19年） - 歩道付きの新仲哀トンネル（3代目）・全長1365mが開通。同時に老朽化した2代目トンネルは閉鎖される。
- 2022年（令和4年） - 仲哀拡幅が事業化[3]。2代目トンネルを再活用した4車線化を行う[3]。

## 周辺
- 仲哀峠
- 味見峠
- 大坂山
- 呉ダム
- 仲哀公園